# Salmonelózy drůbeže
Salmonelózy představují akutní nebo chronické (latentní) střevní onemocnění živočichů vyvolané bakteriemi z rodu Salmonella. Hlavním zdrojem infekce jsou zvířata. V porovnání s ostatními hospodářskými zvířaty jsou salmonely nejčastěji izolovány z drůbeže a z drůbežích produktů, což je způsobeno třemi faktory:
1. drůbež patří mezi nejdůležitější rezervoáry salmonel v přírodě
2. vzhledem k významu drůbežího masa a vajec pro lidskou výživu se v komerčních podmínkách chová velké množství drůbeže
3. ve snaze zabránit přenosu salmonel do potravinového řetězce se provádějí rozsáhlé kontroly a depistáže hejn drůbeže v rámci ozdravovacích programů

## Původce

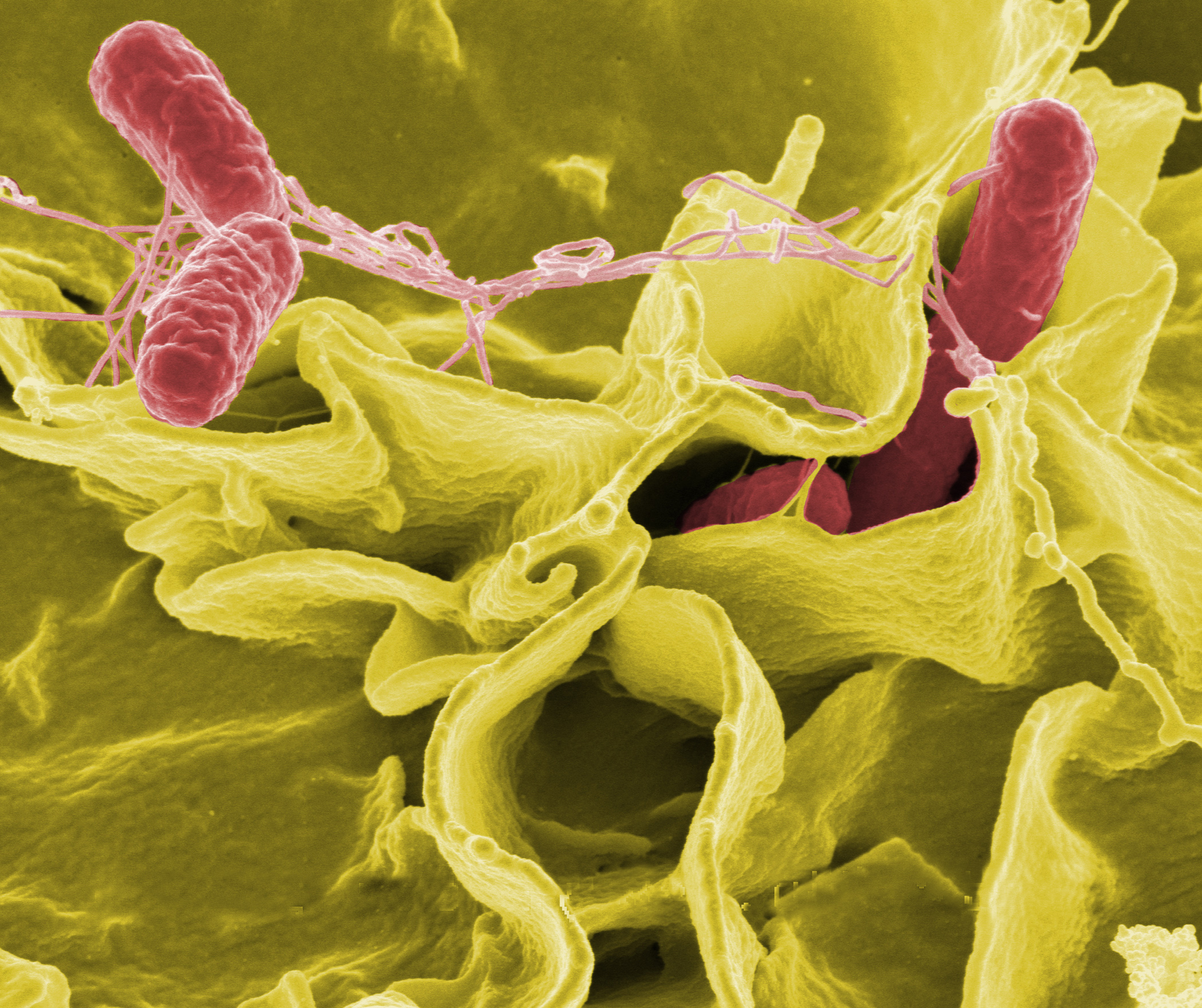
Salmonella pod skenovacím mikroskopem

Rod Salmonella zahrnuje gramnegativní, tyčkovité, laktóza a ureáza negativní a většinou pohyblivé (peritricha) střevní bakterie z čeledě Enterobacteriaceae a obsahuje pouze jeden druh – S. enterica se 7 poddruhy (subsp. enterica, salamae, arizonae, diarizonae, houtenae, indica, bongori). Na základě somatických O-antigenů se salmonely rozdělují do séroskupin (více než 67), v rámci kterých se dále diferencují na sérovary podle bičíkových H-antigenů. Sérovary mohou být monofazické (1 bičík), difazické (2 bičíky), polyfazické a afazické (nepohyblivé). V současnosti je známo více než 2500 sérovarů salmonel. Další typizaci salmonel umožňují fagotypizace (více než 50), lysotypie, bakteriocinotypie, analýza plasmidové DNA aj. Většina salmonel je podmíněně patogenních pro teplokrevné živočichy; vyvolávají salmonelózy s různou manifestací (intracelulární parazitismus). V patogenitě salmonel se uplatňují tři toxiny – endotoxin, enterotoxin a cytotoxin. Většina salmonel vykazuje optimální růstovou aktivitu při pH v rozmezí 6,8–7,2 a při teplotě kolem 37 °C (7–44,5 °C). Biochemicky jsou salmonely velmi aktivní – zkvašují glukózu (většinou za tvorby plynu), mannitol, maltózu, dextran aj. Fermentovány nejsou sacharóza, salicin, inozitol, amygdalin a laktóza (s výjimkou některých kmenů S. arizonae). Atypické vlastnosti fermentace cukrů jsou kódovány metabolickými plasmidy. Využívají citrátový uhlík, produkují sirovodík (černé středy kolonií), dekarboxylují lyzin a ornithin (mimo S. gallinarum). Netvoří ureázu a fenylalanindesaminázy. Salmonely byly pojmenovány podle Daniela Elmera Salmona (1850–1914), amerického veterinárního patologa a profesora v uruguayském Montevideu. V letech 1884–1886 jako první izoloval z prasat uhynulých na klasický mor bakterii S. choleraesuis, kterou původně považoval za příčinu tohoto virového onemocnění.

## Rozdělení infekcí
Salmonelové infekce u ptáků lze rozdělit podle epizootologického a klinického významu do 3 skupin.
- První skupinu představují tzv. primární salmonelózy, které jsou vyvolávány nepohyblivými salmonelami primárně adaptovanými na určitého specifického hostitele. Jedná se o infekce vyvolané nepohyblivými salmonelami, S. pullorum a S. gallinarum, které jsou adaptovány na hrabavou drůbež. S. pullorum vyvolává u kuřat a krůťat akutní septikemické onemocnění (pulorovou nákazu), zatímco S. gallinarum je příčinou akutních nebo chronických septikémií u dospělé drůbeže (tyf drůbeže). Obě nemoci v minulosti způsobovaly v chovech drůbeže těžké ekonomické ztráty, v současnosti je jejich výskyt značně omezen, díky intenzivní kontrole a národním eradikačním programům. Mezi adaptované salmonely lze počítat i S. typhimurium var. copenhagen, která se často vyskytuje u holubů.
- Druhou skupinu představují tzv. sekundární salmonelózy, které jsou způsobovány salmonelami neadaptovanými na určitého specifického hostitele. Jsou to infekce vyvolávané pohyblivými salmonelami, obecně označovanými jako paratyfové salmonely. Infekce drůbeže těmito salmonelami jsou poměrně časté, ale jen zřídka vyvolávají akutní systémové onemocnění (výjimkou mohou být vnímavá a stresovaná mláďata). Zpravidla dochází u drůbeže k bezsymptomní kolonizaci střeva, což může vést k případné kontaminaci opracované drůbeže po porážce. Některé sérotypy, zvláště S. enteritidis, mohou být přítomny ve vejcích. Nedodržování hygienických pravidel při zpracování drůbeže a drůbežích produktů umožňuje jejich pomnožení a může být příčinou vážných gastrointestinálních potíží u konzumentů.
- Třetí skupina zahrnuje infekce vyvolané sérotypy pohyblivých salmonel patřících do poddruhu S. arizonae. Třebaže tyto salmonely mají poněkud odlišné biochemické vlastnosti, klinicky zjevné arizonózy se v podstatě neliší od ostatních salmonelóz. Arizonóza se vyskytuje zejména u krůt.

## Význam
Salmonelové infekce a salmonelózy se staly v posledních letech závažným medicínským problémem. Zatímco primární salmonelózy vyvolávané hostitelsky specifickými salmonelami jsou na ústupu díky řadě veterinárních opatření, infekce salmonelami neadaptovanými na hostitele a jimi následně způsobované sekundární salmonelózy lidí i zvířat představují závažný zdravotní problém.